# 抛掉书本上街去
《抛掉书本上街去》（日语：書を捨てよ町へ出よう）是一部1971年日本实验性剧情片，由寺山修司自编自导。由佐佐木英明主演。这是也是寺山的第一部长篇电影。

## 剧情简介
电影讲述了一个少年残酷的成长历程。19岁的主人公抛开课堂的束缚，跑上大街去寻求自由。他的家庭满足于贫穷的社会、经济地位，但是他渴望有所成就。妹妹世子成天只和兔子说话，一次奶奶唆使邻居杀死了兔子，哥哥通过扮兔子来安慰妹妹。当妹妹被无辜施暴时，他因懦弱而束手旁观。电影中充斥了少年对未来的无力、对命运的迷茫。

## 主要演员
佐佐木英明饰演北村英明，电影的主人公
斎藤正治饰演北村正治，英明的父亲
小林由起子饰演北村世子，主人公的妹妹
田中筆子饰演北村夏主人公的祖母
現平泉成饰演近江
美輪明宏饰演地狱式玛雅
新高恵子饰演妓女

## 影响
这部电影在圣雷莫电影节上获得了大奖， 1971年经过《电影旬报》的调查统计，该片被评为最佳日本电影中的第九名。